# Xã Bullion, Quận Golden Valley, Bắc Dakota
Xã Bullion (tiếng Anh: Bullion Township) là một xã thuộc quận Golden Valley, tiểu bang Bắc Dakota, Hoa Kỳ. Năm 2010, dân số của xã này là 28 người.